# Falzes
Falzes (Pfalzen in tedesco, Falzes in ladino) è un comune italiano di 3 173 abitanti della provincia autonoma di Bolzano in Trentino-Alto Adige, sito nella val Pusteria.

## Geografia fisica
Il centro abitato di Falzes si trova a 1022 m s.l.m. e sovrasta l'imboccatura meridionale della val di Tures. Confina con il comune di Brunico a est, con Chienes a ovest e con Selva dei Molini a nord. Oltre al centro principale vi sono due frazioni: Grimaldo (in tedesco Greinwalden) e Issengo (Issing), che si trovano sulla cosiddetta "strada del sole" (Pustertaler Sonnenstraße), che poi prosegue in direzione ovest verso il comune di Terento.

## Origini del nome
Il toponimo sarebbe ricollegabile al tardolatino Palantium o Palantia, "residenza di un principe", anche spirituale, derivante a sua volta da origini prelatine.
È attestato in un documento del 1050 come Phalanza, Pfalenz, Phalenze e probabilmente è di derivazione preromana. Infine, attorno al XIII secolo, diviene definitivamente Phaltzen.
Il nome italiano è stato composto senza tenere conto della rotazione consonantica tedesca di "p" in "pf", ma con semplice adattamento della dizione tedesca.

## Storia
Pregevoli e numerosi reperti archeologici attestano che il territorio comunale fu popolato fin dalla preistoria, e durante l'alto medioevo fu occupato dai baiuvari; a un esponente della nobiltà di questo popolo, un certo Grimoald, si deve la fondazione del minuscolo aggregato urbano di Grimaldo (ted. Greinwalden).
Successivamente fu infeudato ai signori "von Pfalzen", ministeriali del vescovo di Bressanone, per passare in seguito sotto il controllo dei conti di Tirolo, Gorizia e infine, sotto quello degli Asburgo.

### Simboli
È lo stemma della famiglia Plazoll zu Assling, nel Medioevo Signori di Pfalzen, che fecero costruire il castello di Sichelburg (sichel in lingua tedesca significa "falce"). Lo stemma è stato adottato il 10 dicembre 1968.

## Monumenti e luoghi d'interesse
Nel suo patrimonio artistico vanno annoverate la chiesa parrocchiale di San Ciriaco, risalente al XIX secolo, la chiesa di San Valentino del XV secolo, al cui interno sono custoditi meravigliosi affreschi e una statua lignea raffigurante il Santo, coevi alla struttura, e quella di San Nicolò del XIV-XVIII secolo), oltre a Castel Schöneck, che potrebbe verosimilmente essere il luogo natale del grande poeta tardomedievale Oswald von Wolkenstein.

### Architetture militari
- Castello di Sichelburg
- Castel Schöneck del XII secolo

## Società

### Ripartizione linguistica
La sua popolazione è nella quasi sua totalità di madrelingua tedesca:
| %      | Ripartizione linguistica (gruppi principali) |
| ------ | -------------------------------------------- |
| 94,15% | madrelingua tedesca                          |
| 4,58%  | madrelingua italiana                         |
| 1,26%  | madrelingua ladina                           |

### Evoluzione demografica
Abitanti censiti

## Amministrazione
Dal dopoguerra in poi, il comune è sempre stato amministrato dalla Südtiroler Volkspartei (SVP), che alle elezioni ottiene regolarmente la maggioranza assoluta dei voti (come nella maggioranza dei comuni rurali dell'Alto Adige).
| Periodo | Periodo | Primo cittadino              | Partito | Carica  | Note |
| ------- | ------- | ---------------------------- | ------- | ------- | ---- |
| 1952    | 1956    | Johann Baumgartner (Grunser) | SVP     | Sindaco |      |
| 1956    | 1969    | Johann Hainz (Jochele)       | SVP     | Sindaco |      |
| 1969    | 1973    | Alois (Luis) Durnwalder      | SVP     | Sindaco |      |
| 1973    | 1974    | Johann Hainz (Jochele)       | SVP     | Sindaco |      |
| 1974    | 1990    | Hartmann Willeit             | SVP     | Sindaco |      |
| 1990    | 2005    | Manfred Hainz                | SVP     | Sindaco |      |
| 2005    | 2020    | Josef Gatterer               | SVP     | Sindaco |      |
| 2020    |         | Roland Tinkhauser            | SVP     | Sindaco |      |

## Sport
Per tre volte Falzes è stata sede di arrivo di una tappa del Giro d'Italia, la prima nel 1997, l'ultima nel 2012.
| Anno | Tappa | Partenza         | km  | Vincitore di tappa | Maglia rosa       |
| ---- | ----- | ---------------- | --- | ------------------ | ----------------- |
| 1997 | 19ª   | Predazzo         | 222 | José Luis Rubiera  | Ivan Gotti        |
| 2004 | 16ª   | San Vendemiano   | 214 | Damiano Cunego     | Damiano Cunego    |
| 2012 | 16ª   | Limone sul Garda | 174 | Jon Izagirre       | Joaquim Rodríguez |

In inverno è possibile praticare vari sport invernali: di recente costruzione è la pista di pattinaggio sul ghiaccio. È anche disponibile una pista per lo sci di fondo, lunga 1,9 km, e un campo scuola con un impianto di risalita per i bambini.
In estate si possono intraprendere numerosi itinerari nella natura più incontaminata.
Da alcuni anni, nei pressi del lago di Issengo è stato costruito un parco avventura, uno dei maggiori dell'Alto Adige.
A Falzes è nato inoltre il wrestler Fabian Aichner.